# Okręg wyborczy nr 27 do Sejmu Polskiej Rzeczypospolitej Ludowej (1989–1991)
Okręg wyborczy nr 27 do Sejmu Polskiej Rzeczypospolitej Ludowej (1989–1991) obejmował Jelenią Górę oraz gminy Bolków, Gryfów Śląski, Janowice Wielkie, Jeżów Sudecki, Kamienna Góra, Kamienna Góra (gmina wiejska), Karpacz, Kowary, Lubawka, Lubomierz, Marciszów, Mysłakowice, Piechowice, Podgórzyn, Stara Kamienica, Szklarska Poręba, Świeradów-Zdrój, Świerzawa, Wleń i Wojcieszów (województwo jeleniogórskie). W ówczesnym kształcie został utworzony w 1989. Wybieranych było w nim 3 posłów w systemie większościowym.
Siedzibą okręgowej komisji wyborczej była Jelenia Góra.

## Wybory parlamentarne 1989

### Mandat nr 105 –Polska Zjednoczona Partia Robotnicza
| Kandydat | I tura | I tura | II tura | II tura |
| Kandydat | Głosów | %      | Głosów  | %       |
| --- | ------ | ------ | ------- | ------- |
| Jerzy Modrzejewski                                                                                            | 48 435 | 48,57  | 37 210  | 62,46   |
| Jerzy Cieślak                                                                                                 | 15 912 | 15,96  | 20 169  | 33,85   |
| Krystyna Samrau                                                                                               | 10 671 | 10,70  | —       | —       |
| Ryszard Brzozowski                                                                                            | 8470   | 8,49   | —       | —       |
| Liczba głosów ważnych: 99 716 (I tura) • 59 577 (II tura) Źródło: Państwowa Komisja Wyborcza I tura i II tura |        |        |         |         |

### Mandat nr 106 –Zjednoczone Stronnictwo Ludowe
| Kandydat | I tura | I tura | II tura | II tura |
| Kandydat | Głosów | %      | Głosów  | %       |
| --- | ------ | ------ | ------- | ------- |
| Teresa Malczewska                                                                                              | 28 368 | 28,11  | 25 784  | 43,08   |
| Józef Mrówka                                                                                                   | 17 756 | 17,59  | 22 914  | 38,29   |
| Stanisław Machowski                                                                                            | 14 067 | 13,94  | —       | —       |
| Liczba głosów ważnych: 100 928 (I tura) • 59 848 (II tura) Źródło: Państwowa Komisja Wyborcza I tura i II tura |        |        |         |         |

### Mandat nr 107 – bezpartyjny
| Kandydat                                                          | Głosów | %     |
| ----------------------------------------------------------------- | ------ | ----- |
| Roman Niegosz                                                     | 77 861 | 73,30 |
| Bożena Masarczyk                                                  | 12 462 | 11,73 |
| Wiesław Bednarczyk                                                | 11 868 | 11,17 |
| Liczba głosów ważnych: 106 228 Źródło: Państwowa Komisja Wyborcza |        |       |